# Madis Üürike
Madis Üürike (* 12. Februar 1943) ist ein estnischer Politiker und Finanzexperte.

## Leben
Madis Üürike entstammt einer exil-estnischen Familie. Er schloss 1964 sein Studium an der Universität Stockholm ab. Von 1965 bis 1975 unterrichtete er am Institut für Betriebswirtschaft der Universität Uppsala. Von 1975 bis 1980 war Üürike Finanzdirektor und stellvertretender Hauptgeschäftsführer des schwedischen Baustoffproduzenten Olsson & Rosenlund AB. Von 1981 bis 1992 war er Generaldirektor des schwedischen Immobilienunternehmens BGB, das 1992 in Konkurs ging.
Kurz nach Wiedererlangung der estnischen Unabhängigkeit war Üürike von Oktober 1992 bis Januar 1994 Finanzminister der Republik Estland in der Koalitionsregierung von Ministerpräsident Mart Laar. Er gehörte wie Laar der konservativen Nationalen Koalitionspartei „Vaterland“ (Rahvuslik Koonderakond „Isamaa“) an.
1994 war er als Berater im estnischen Finanzministerium tätig. Von 1994 bis 1996 war er Berater der estnischen Ministerpräsidenten Indrek Tarand und Tiit Vähi.
Daneben hatte und hat Madis Üürike Sitze in Vorständen und Aufsichtsgremien zahlreicher Unternehmen und Institutionen inne.
Seit 2005 ist er für die Republik Estland Vorstandsmitglied der Nordischen Investitionsbank (NIB) mit Sitz in Helsinki.